# 嘲弄基督 (范戴克)

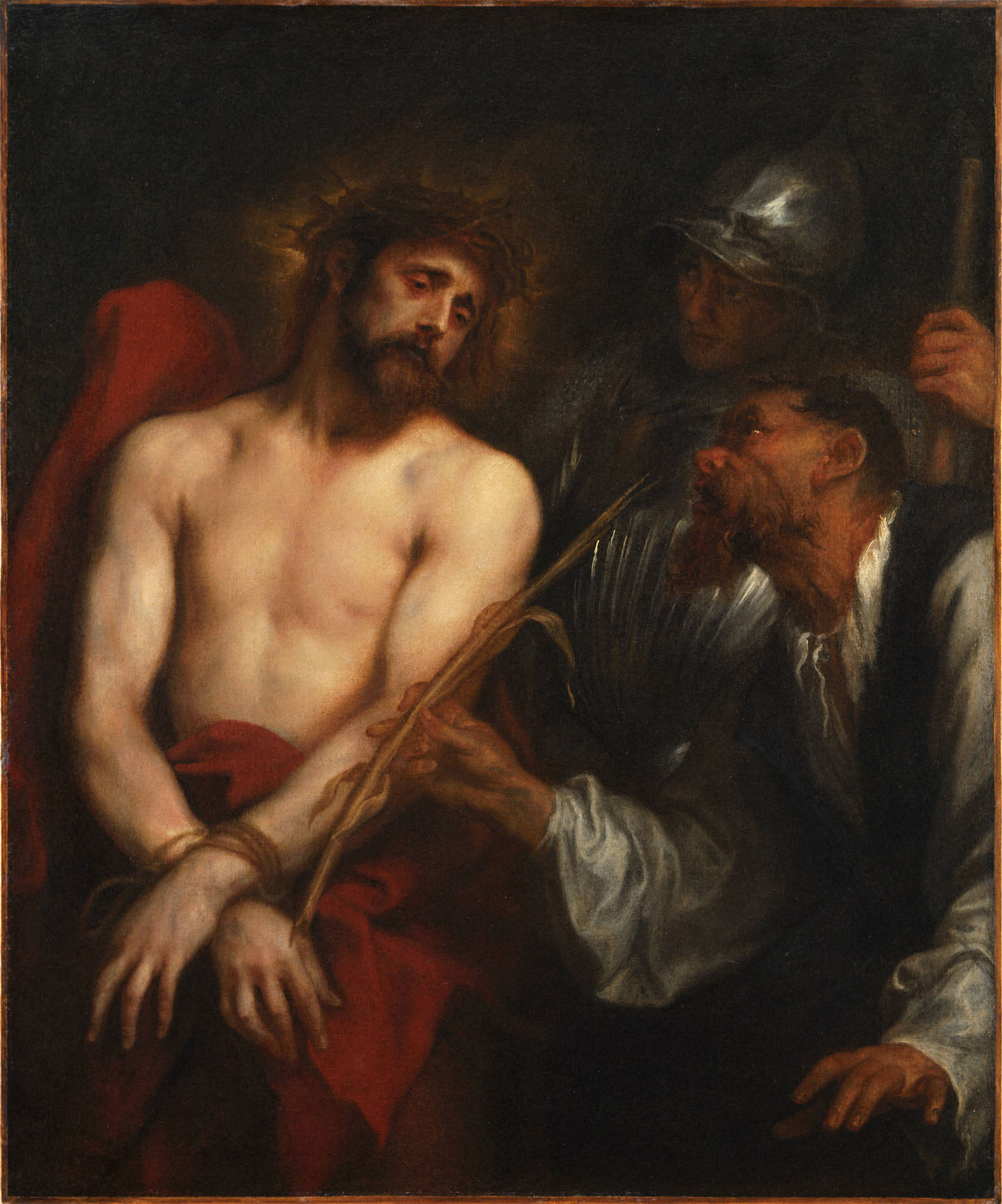

《嘲弄基督》是佛兰芒画家安东尼·范戴克 (1599-1641 年）的一幅布面油画。
画幅尺寸112乘93（44乘37英寸） ，绘制于 1628–1630 年。现藏于普林斯顿大学艺术博物馆。